# Roepie Kruize
Roepie Kruize   (Heemstede, 18 de gener de 1925 - la Haia, 14 de febrer de 1992) va ser un jugador d'hoquei sobre herba neerlandès que va competir durant les dècades de 1940 i 1950. Era el pare dels també jugadors d'hoque sobre herba Hans; Hidde i Ties Kruize, i germà de Gerrit Kruize.
Durant la seva carrera esportiva va prendre part en dues edicions dels Jocs Olímpics: el 1948, a Londres, on va guanyar la medalla de bronze com a membre de l'equip neerlandès en la competició d'hoquei sobre herba, i el 1952, a Hèlsinki, on va guanyar la medalla de plata.